# لی شی-یونگ
این یک نام کره‌ای است؛ نام خانوادگی لی است.
لی شی-یونگ (کره‌ای: 이시영؛ زادهٔ لی اون-ره در ۱۷ آوریل ۱۹۸۲) بازیگر و سابقاً بوکسور اهل کره جنوبی است. از فیلم‌ها یا مجموعه‌های تلویزیونی که وی در آن نقش داشته‌است می‌توان به پسران فراتر از گل‌ها، بوسه شیطنت‌آمیز و خانه شیرین اشاره کرد.